# Veronica Nygren
Ann Veronica Nygren, född 1940, död 2006, var en textilkonstnär, med vävning som specialitet. 
Nygren var professor i textil vid Konstfack 1989–1994. Hon var en av grundarna till designföretaget Mah-Jong. Hon samarbetade även med tapetfabriken Duro. Tillsammans med Saimi Kling startade hon Fiber Art Sweden (FAS), ett nätverk för textilkonstnärer.
Nygren finns representerad vid bland annat Röhsska museet, Örebro läns museum och Nationalmuseum i Stockholm.